# Johann Gabriel Löbel
Johann Gabriel Löbel, auch Löwel, (* 23. Januar 1635 in Jugel; † 27. Oktober 1696 in Grünhain) war ein Glashüttenbesitzer und Hammerherr im Erzgebirge.

## Leben
Johann Gabriel war der Sohn des Glashüttenbesitzers Christoph Löbel und dessen Ehefrau Anna Preußler. Er wuchs in Oberjugel auf und übernahm nach dem Tod seines Vaters die Glashütte, während sein jüngster Bruder Abraham Löwel die Weitersglashütte erbte. Zusätzlich errichtete er eine Farbmühle und 1665 eine Mahlmühle in Unterjugel. Beide Mühlen und die alte böhmische Farbmühle verkaufte Löbel am 11. Oktober 1668 an den Kurfürsten Johann Georg II. von Sachsen, der ihn zum Faktor des Blaufarbenwerkes Jugel ernannte. Die Glashütte Oberjugel überließ Löbel wenig später dem Bergrat Klemm. Durch die Heirat einer Hammerherrentochter und durch Kauf 1673 gelangte Löbel in den Besitz von Anteilen an den Hammerwerken Wittigsthal und Breitenbach und wurde, nachdem auch seine Ehefrau ihren Anteil ihm 1681 überließ, zum neuen Hammerherrn auf beiden Werken, für deren Verwaltung er Johann Bleyer als Administrator einsetzte. Nachdem es zwischen Löbel und Bleyer zu Irrungen gekommen war, verkauften Löbel mit Zustimmung seiner Gattin am 27. April 1693 beide Hammerwerke inklusive der Hochofens am Mückenberg an drei Handelsleute Jacob Piltz und Johann Piltz sowie Johann Christoph Burchard aus Oberwiesenthal. Allerdings entstanden wenig später Auseinandersetzungen wegen der Zahlung des Kaufpreises, so dass sich die Löbels 1695 an die Landesregierung in Dresden wandten, die im darauffolgenden Jahr Untersuchungen einleitete. Daraufhin schied der Sohn Johann Jacob Piltz am 22. September 1698 aus dem gemeinsamen Besitz aus und verkaufte sein Drittel an den Vater und Schwager.
1671 schenkte Löbel der Kirchengemeinde in Johanngeorgenstadt einen versilberten und einen vergoldeten Kelch. Er starb auf einer Reise in Grünhain und wurde am 28. Oktober 1696 in der alten Stadtkirche Johanngeorgenstadt beigesetzt. Zuvor war dort bereits am 19. November 1695 seine Ehefrau Maria Magdelana geb. Wittich beigesetzt worden.

## Familie
Aus der 1665 geschlossenen Ehe mit Maria Magdalena geb. Wittich der Tochter des Hammherrn Caspar Wittich gingen folgende Kinder hervor:
- Anna Magdalena Riedel (* 1666)

- Hans Christoph (* 1668)

- Maria Rosina Kölbel (* 1670)

- Johann Gabriel (* 1673)
- Maria Magdalena (* 1674)
- Johann Christian (* 1676)
- Anna Dorothea (1678–1680)
- Magdalena Sophie (* 1684)